# Allylfenylether
Allylfenylether je organická sloučenina patřící mezi ethery, stabilní při běžných teplotách a tlacích. Pokud však dojde k jejímu rozkladu, uvolňuje se oxid uhelnatý. Používá se například při Claisenovu přesmyku. Díky své struktuře se může účastnit přesmykových reakcí; ty lze provést pouze s několika málo sloučeninami.
Allylfenylether lze připravit například katalýzou s třemi kapalnými fázemi, při které se používá fenoxid sodný (C6H5NaO) a tetra-n-butylamoniumbromid. Reakci nejvíce ovlivňují tyto faktory:
- počet různých druhů solí (NaBr, KBr, Na2CO3)
- teplota
- použité rozpouštědlo
- molární zlomek fenoxidu